# Polgárok – A Polgárság Pártja
Polgárok – A Polgárság Pártja (spanyolul Ciudadanos - Partido de la Ciudadanía, Cs) egy spanyolországi politikai párt. Vezetője Inés Arrimadas.

## Története

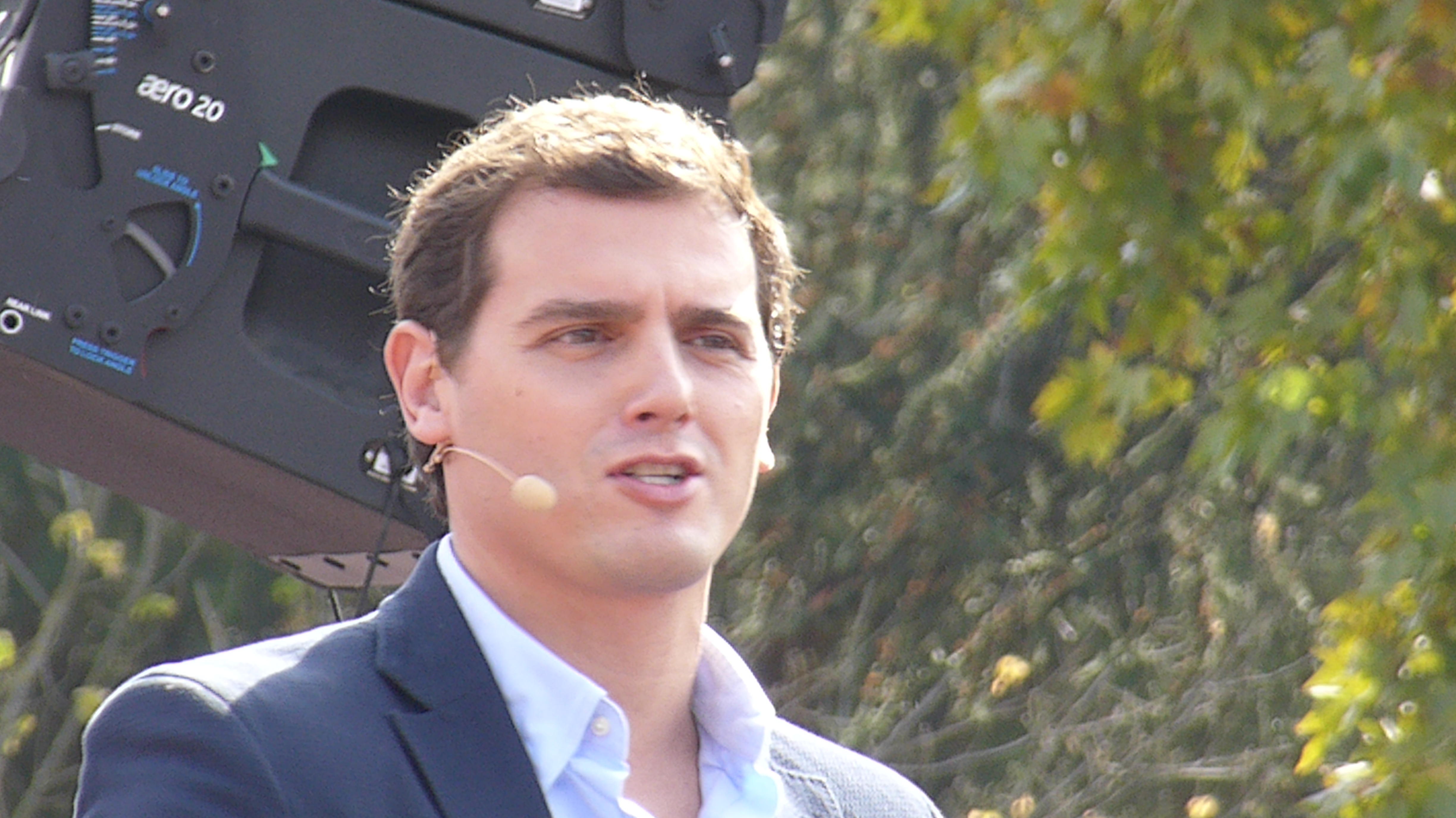
Albert Rivera

2006-ban alapította Albert Rivera Barcelonában a Ciutadans de Catalunya (Katalónia Polgárai) nevű civil szervezetet, amely eleinte csak Katalóniában volt jelentős, 2014-ben már az Európai Parlamentben két mandátumot szereztek. A párt az országos politikában a 2015-ös spanyolországi általános  választáson lett jelentős: a Képviselőházban 40 mandátumot szereztek, a Szenátusban nem kaptak mandátumokat.
A párt első választási szereplése a 2006-os spanyolországi regionális választáson volt, ahol 3,09%-kal 3 mandátumot szereztek a katalán törvényhozásban. A párt a kampány során felkeltette a sajtó érdeklődését, ugyanis a párt elnöke, Albert Rivera a párt plakátján meztelenül jelent meg.
A párt kezdetben a katalán nacionalizmus ellenzője volt, céljuk volt, hogy a regionális törvényhozás hatalmát korlátozzák és erősítsék a központi spanyol intézményrendszer szerepét.  A választási törvényen is szeretnének kezdetek óta módosítani annak érdekében, hogy kizárólag az arányos képviseleti rendszer értelmében lehessen szavazni és a többmandátumos választókerületek súlya csökkenjen. 
A 2015-ös általános választáson a párt bejutott a spanyol törvényhozásba, a Képviselőházban 40 mandátumot szereztek, a Szenátusban hármat. A választások után a a párt nem támogatta a Néppártot, majd hosszas huzavona után a Podemosszal nem lépett koalícióra. A 2016-os választáson végül a párt a Néppártot támogatta.
2016. június 4.-én a párt a Liberálisok és Demokraták Szövetsége Európáért Párt tagjává vált a párt.

## Ideológiájuk

### Önmeghatározásuk
A párt magát 2007-ben jobbközép szellemiségűnek nevezte, a párt alapítói 2015-ben úgy jellemezték a pártot, hogy „abból a célból született meg, hogy a katalán társadalom nacionalista törekvéseit támogassuk […], hogy kitöltsük azt az űrt, amit a jobbközép, nem nacionalista választók körében tapasztalunk”.
A párt a hagyományos jobboldali-baloldali meghatározás helyett alkotmánypártiság, posztnacionalizmus, szociáldemokrácia és a progresszizmus mellett köteleződik el.

### Választói vélemények
A spanyol Centro de Investigaciones Sociológicas (Társadalomkutatói Központ) kutatóközpont 2016-os felmérésében azt kutatta, hogy a spanyol választópolgárok ideológiai szempontból hogyan ítélik meg a spanyolországi politikai pártokat. A felmérésben egy 1-től 10-ig terjedő skálán kellett értékelni a pártokat, amiben az 1-es értékelés a baloldaliságot jelentette, a 10-es a jobboldaliságot, az 5,5-ös értékelés a középpártiságot. A felmérésben megkérdezettek 57,6%-a a pártot jobboldalinak ítélte meg (6 és 10 közötti értékekkel), 23,2% bizonytalan volt; 19,3% baloldalinak ítélte (1 és 5 közötti értékekkel), és 6,65%-a jobbközépnek ítélte a pártot.
A párt fellegvárának számító Katalóniában a pártot 2013-ban egy hasonló felmérés kapcsán a megkérdezettek 75%-a párt elhelyezkedését jobbközép és jobboldali között ítélték meg, az 1 és 10-es értékű skálán átlagban 7,5 pontot kapott, a Konvergencia és Unió nevű katalán nacionalista, középpárti párt 6,5 pontot kapott.

### Érdekességek
A pártot Oriol Bartomeus, az Universidad Autónoma de Barcelona politikatudományi professzora jobboldalinak ítélte meg abból a szempontból, hogy a párt a jobboldali pártokhoz hasonlóan a gazdasági liberalizmust támogatja, de baloldalinak abból a szempontból, hogy a párt elkötelezett az azonos neműek házassága és abortusz mellett.

### Katalán szeparatizmus
A párt ellenzi a katalán szeparatista törekvéseket, emiatt számos katalán szeparatista csoport dühét vívta ki a párt és Albert Rivera. Számos halálos fenyegetést kapott Rivera a Katalán Republikánus Baloldal ifjúsági szervezetének tagjaitól. 

## Alapelveik

### Állam és a közigazgatás felépítése
- Az államnak támogatnia kell az esélyegyenlőség megteremtését úgy, hogy ne lehessen kiváltságban valaki származása, neme, nyelve és családja gazdasági helyzete miatt.
- Védelmezni kell a kétnyelvűséget a saját nyelv törvénye jogán, mint nacionalista törekvést, amely elsősorban Katalónia, Baszkföld és Galícia esetében jelentős.
- Védelmezni az 1978-ban életbe lépett Spanyolország demokratikus átalakulását lehetővé tevő alkotmányt, és ennek az alkotmánynak a szellemiségében a szubszidaritás elve mentén az állam és az autonóm közösségek közt kell a feladatokat megosztani.
- Elkötelezettek a posztnacionalizmus eszméje mellett, az egységes Spanyolország hívei.
- Szenátus megszüntetését fontosnak tartják.
- Csökkenteni kell az önkormányzatok számát, hogy csak az 5 ezer főnél népesebb településeken legyen önkormányzat.

### Gazdasági program
- Egy európai terv és közös alap létrehozása a munkanélküliség ellen.
- A munkanélküliek számára képzési csekk, hosszabb képzési időszakra.
- Nem visszatérítendő kölcsön nyújtása az adóssággal küzdőknek.
- Az ÁFA 16-19% közöttre való csökkentése.
- Átláthatóbb párt finanszírozási rendszert követelnek.
- Az USA mintájára az Earned Income Tax Credit bevezetése, amellyel az alacsony jövedelemszinttel rendelkező munkavállalóknak visszatérítik a befizetett jövedelmadót.[10]

## Szavazó bázisuk
A párt szavazóira jellemző, hogy főleg a 31-65 év közötti szavazók közül tevődnek össze, ezen belül is a háztartásbeliek és a munkanélküliek 26-26%-a szavaz rájuk.  A párt földrajzilag Katalónia, Valencia és Madrid autonóm közösségekben népszerű.  Egy 2015-ös felmérés szerint a párt szavazóinak 44%-a volt néppárti szavazó. 

## Választási szlogenek

"Megegyezés ideje, a változás ideje!" - 2016-os választási kampány

## Választási eredmények

### Képviselőház
| Képviselőház  |                    |                  |              |                   |               |
| Választási év | Elnyert mandátumok | Szavazatok száma | Szavazatok % | Eredmény          | Listavezető   |
| 2008          | 0 / 350            | 46,313           | 0.18         | Parlamenten kívül | Albert Rivera |
| 2015          | 40 / 350           | 3,514,528        | 13.94        | Ellenzék          | Albert Rivera |
| 2016          | 32 / 350           | 3,141,570        | 13.06        | Ellenzék          | Albert Rivera |
| 2019 április  | 57 / 350           | 4,136,600        | 15.9         | Ellenzék          | Albert Rivera |
| 2019 november | 10 / 350           | 1,650,318        | 6.8          | Ellenzék          | Albert Rivera |

### Szenátus
| Szenátus      |                    |               |
| Választási év | Elnyert mandátumok | Listavezető   |
| 2008          | 0 / 208            | Albert Rivera |
| 2015          | 0 / 208            | Albert Rivera |
| 2016          | 0 / 208            | Albert Rivera |
| 2019 április  | 4 / 208            | Albert Rivera |
| 2019 november | 0 / 208            | Albert Rivera |

### Autonóm közösségek parlamentjei

#### Andalúzia
| Választás neve | Választás neve | Elnyert mandátumok | Szavazatok száma | Szavazatok % | Eredmények         |
| -------------- | -------------- | ------------------ | ---------------- | ------------ | ------------------ |
| Andalúzia      | 2022           | 0 / 109            | 120 870          | 3.3          | Parlamenten kívüli |

#### Aragónia
| Választás neve | Választás neve | Elnyert mandátumok | Szavazatok száma | Szavazatok % | Eredmények |
| -------------- | -------------- | ------------------ | ---------------- | ------------ | ---------- |
| Aragónia       | 2015           | 5 / 67             | 62 188           | 9.41         | Ellenzék   |

#### Asztúria
| Választás neve | Választás neve | Elnyert mandátumok | Szavazatok száma | Szavazatok % | Eredmények |
| -------------- | -------------- | ------------------ | ---------------- | ------------ | ---------- |
| Asztúria       | 2015           | 3 / 45             | 38 197           | 7.11         | Ellenzék   |

#### Baleár-szigetek
| Választás neve  | Választás neve | Elnyert mandátumok | Szavazatok száma | Szavazatok % | Eredmények |
| --------------- | -------------- | ------------------ | ---------------- | ------------ | ---------- |
| Baleár-szigetek | 2015           | 2 / 59             | 25 317           | 5.92         | Ellenzék   |

#### Katalónia
| Választás éve | Választás éve | Elnyert mandátumok | Szavazatok száma | Szavazatok % | Eredmény |
| ------------- | ------------- | ------------------ | ---------------- | ------------ | -------- |
| Katalónia     | 2006          | 3 / 135            | 89,840           | 3.03         | Ellenzék |
| Katalónia     | 2010          | 3 / 135            | 106,154          | 3.39         | Ellenzék |
| Katalónia     | 2012          | 9 / 135            | 275,007          | 7.57         | Ellenzék |
| Katalónia     | 2015          | 25 / 135           | 736,364          | 17.90        | Ellenzék |
| Katalónia     | 2017          | 36 / 135           | 1,109,732        | 25.35        | Ellenzék |

#### La Rioja
| Választás neve | Választás neve | Elnyert mandátumok | Szavazatok száma | Szavazatok % | Eredmények |
| -------------- | -------------- | ------------------ | ---------------- | ------------ | ---------- |
| La Rioja       | 2015           | 4 / 33             | 17 138           | 10,51 %      | Ellenzék   |

#### Madrid
| Választás neve | Választás neve | Elnyert mandátumok | Szavazatok száma | Szavazatok % | Eredmények          |
| -------------- | -------------- | ------------------ | ---------------- | ------------ | ------------------- |
| Madrid         | 2015           | 17 / 129           | 383 874          | 12.14        | Kormánykoalíció: PP |

#### Valencia
| Választás neve | Választás neve | Elnyert mandátumok | Szavazatok száma | Szavazatok % | Eredmények |
| -------------- | -------------- | ------------------ | ---------------- | ------------ | ---------- |
| Valencia       | 2015           | 13 / 99            | 306 396          | 12,31        | Ellenzék   |